# James Henry Breasted
James Henry Breasted est un archéologue américain né le 27 août 1865 à Rockford (Illinois) et mort le 2 décembre 1935 à New York.

## Biographie
James Henry Breasted étudie à l'université de Berlin, et prépare une thèse de doctorat sous la direction d'Adolf Erman. Il soutient sa thèse parue à Berlin en 1894, et devient ainsi le premier américain titulaire d'un doctorat en égyptologie. Dans sa thèse, il est le premier à souligner l'importance de l'étude de la révolution monothéiste d'Akhenaton pour la compréhension du monothéisme biblique. Thèse reprise plus tard par Freud dans L'homme Moïse et la religion monothéiste.
Il devient enseignant à l'université de Chicago peu de temps après, et professeur d'égyptologie et d'histoire de l'Orient à l'université de Chicago, après un séjour de cinq ans en Égypte. Il a publié de nombreux ouvrages et articles. Il a conduit des expéditions archéologiques en Égypte, en Mésopotamie, en Palestine, et en Perse. Breasted est à l'origine de la fondation de l'Institut oriental de Chicago, et 1919, et en a assuré la présidence.
On attribue à Breasted la création du terme « croissant fertile » ; ce terme se trouve en effet dans son livre « Outlines of European History ».

## Publications
- A History of Egypt from the Earliest Times to the Persian Conquest, Charles Scribner's Sons, 1905 (lire en ligne)
- Ancient Records of Egypt : Historical Documents from the Earliest Times to the Persian Conquest, collected, edited, and translated, with Commentary, University of Chicago Press, 1906-1907 Volumes en ligne : Volume I, Volume III, Volume IV, Volume V Réédition annotée du volume I par University of Illinois Press (2001)  (ISBN 978-0252069901)
- Development of Religion and Thought in Ancient Egypt : Lectures delivered on the Morse Foundation at Union Theological Seminary, New York, C. Scribner's Sons, 1912 (lire en ligne)
- Outlines of European History, Part I : Earliest Man, the Orient, Greece, and Rome, Ginn and Company, 1914 (lire en ligne) Ici, il parle de « fertile crescent »
- Ancient Times — A History of the Early World, Boston, The Athenæum Press, 1916 (lire en ligne)
- Some Experiences in the Tomb of Tutankhamon, University of Chicago Alumni Pamphlet 2, Chicago, University of Chicago, 1923
- Oriental Forerunners of Byzantine Painting, 1924
- The Conquest of Civilization, 1926
- The Edwin Smith Surgical Papyrus, 1930
- The Dawn of Conscience, 1933